# Tsubaki Naoki
Tsubaki Naoki (sinh ngày 23 tháng 6 năm 2000) là một cầu thủ bóng đá người Nhật Bản.

## Sự nghiệp câu lạc bộ
Tsubaki Naoki hiện đang chơi cho Yokohama F. Marinos.